# Itapagipe
Itapagipe este un oraș în Minas Gerais (MG), Brazilia.